# Francombat
El francombat és un art marcial francès, semblant al jiu-jitsu i creat en l'any 1988 per Alain Basset i Dominique Dumolin. Aquest art marcial es basa en l'estratègia i en la comprensió del cos humà. Els seus instructors duen robes vermelles i els estudiants les duen verdes.
El francombat és practicat al sud de França. Hom pot trobar escoles de francombat a París, Bordeus i Montpeller.
Segons les persones que practiquen aquest esport, l'eficàcia en el combat depèn de tres factors: bona forma física, coneixement de les tècniques i l'estratègia, i bon control de l'estrès. L'entrenament del francombat es basa en:
- La pràctica intensiva esportiva.
- L'aprenentatge ferm de la tècnica de combat que sempre és col·locada dintre dels límits de l'estratègia que té una meta: l'eficàcia veritable.
- L'entrenament per a enfrontar-se amb l'estrès.
- L'acostament d'acord amb la llei.